# کابوس (رمان)
کابوس (به انگلیسی: Nightmare) نام رمانی است از کورنل ولریش، نویسندهٔ اهل ایالات متحده آمریکا. این کتاب دو بار با نام‌های کابوس (برگردان «ضمیر») و کابوس شب (برگردان امیرعباس معصومی) به فارسی برگردانده شده‌است.